# Лунино (Вологодская область)
Лунино — деревня в Кадуйском районе Вологодской области.
Входит в состав Никольского сельского поселения (с 1 января 2006 года по 8 апреля 2009 года входила в Великосельское сельское поселение), с точки зрения административно-территориального деления — в Великосельский сельсовет.
Расстояние до районного центра Кадуя по автодороге — 55 км, до центра муниципального образования села Никольское по прямой — 11 км. Ближайшие населённые пункты — Изорково, Лепилово, Малышево, Стрелково, Юрино.
По данным переписи в 2002 году постоянного населения не было.